# 936 (szám)
A 936 (római számmal: CMXXXVI) egy természetes szám.

## A szám a matematikában
A tízes számrendszerbeli 936-os a kettes számrendszerben 1110101000, a nyolcas számrendszerben 1650, a tizenhatos számrendszerben 3A8 alakban írható fel.
A 936 páros szám, összetett szám, ötszögű piramisszám, nyolcszögszám, tizenhatszögszám, Harshad-szám. Kanonikus alakban a 23 · 32 · 131 szorzattal, normálalakban a 9,36 · 102 szorzattal írható fel. Huszonnégy osztója van a természetes számok halmazán, ezek növekvő sorrendben: 1, 2, 3, 4, 6, 8, 9, 12, 13, 18, 24, 26, 36, 39, 52, 72, 78, 104, 117, 156, 234, 312, 468 és 936.
Nyolcszögszám. Tizenhatszögszám. Ötszögalapú piramisszám.
Érinthetetlen szám: nem áll elő pozitív egész számok valódiosztóösszeg-függvényeként.